# Ahaus
Ahaus település Németországban, azon belül Észak-Rajna-Vesztfália tartományban. Lakosainak száma 40 580 fő (2023. december 31.). Ahaus Heek, Gronau, Vreden, Stadtlohn, Legden és Enschede községekkel határos.

## Népesség
A település népességének változása:
| Lakosok száma | 27 126 | 39 277 | 39 185 | 39 223 | 39 658 | 40 245 | 40 580 |
|               | 1975   | 2015   | 2017   | 2019   | 2021   | 2022   | 2023   |